# Олімпійська академія України
Олімпійська Академія України створена відповідно до рішення І сесії Олімпійської академії України 20 вересня 1991 року згідно з рекомендацією Міжнародного олімпійського комітету та діє відповідно до Олімпійської хартії, Конституції України, чинного законодавства України та Статуту Олімпійської академії України з метою розвитку та зміцнення олімпійського руху в Україні, духовного взаємозбагачення людей, поширення обміну цінностями національної культури під знаком ідей і принципів олімпізму у співробітництві з державними, громадськими та іншими організаціями на засадах незалежності та доброї волі, в інтересах спорту та олімпійського руху.
Олімпійська Академія України є самостійною громадською організацією, що має статус юридичної особи і діє під егідою Національного олімпійського комітету України.
Президентом Олімпійської Академії України є доктор педагогічних наук, професор Марія Михайлівна Булатова.

## Історія
Олімпійська Академія України була створена 20 вересня 1991 року відповідно до рекомендацій Міжнародного олімпійського комітету та за підтримки Національного олімпійського комітету України. Ініціаторами її створення стали президент НОК України, член МОК Валерій Борзов, віцепрезидент НОК України, ректор Національного університету фізичного виховання і спорту України Володимир Платонов та Володимир Кулик.
Місія Олімпійської Академії України полягає у сприянні розвитку і зміцненню олімпійського руху в Україні, духовному збагаченню людей; у поширенні обміну цінностями світової культури під знаком ідей і принципів олімпізму; у вивченні і збереженні олімпійської історії та широкій пропаганді славних традицій олімпійців України.
Олімпійська Академія України має власні відділення у всіх регіонах країни.
| Область           | Керівник            |
| Вінницька         | Володимир Яковлів   |
| Волинська         | Світлана Калитка    |
| Дніпропетровська  | Наталія Москаленко  |
| Донецька          | Ігор Анушкевич      |
| Житомирська       | Тамара Кутек        |
| Закарпатська      | Михайло Молнар      |
| Запорізька        | Галина Кружило      |
| Івано-Франківська | Андрій Данищук      |
| Київська          | Анатолій Ільченко   |
| Кіровоградська    | Сергій Воропай      |
| Луганська         | Марина Устенко      |
| Львівська         | Оксана Вацеба       |
| Миколаївська      | Олександр Яцунський |
| Одеська           | Валентина Кольчак   |
| Полтавська        | Олена Момот         |
| Рівенська         | Лідія Завацька      |
| Сумська           | Олександр Томенко   |
| Тернопільська     | Андрій Огнистий     |
| Харківська        | Лариса Таран        |
| Херсонська        | Катерина Кострікова |
| Хмельницька       | Юрій Дутчак         |
| Черкаська         | Анатолій Стеценко   |
| Чернівецька       | Максим Ячнюк        |
| Чернігівська      | Наталія Давидова    |
| м. Київ           | Іван Вржесневський  |

Керівними органами Олімпійської Академії України є сесія, виконком та Президент. Вищим керівним органом є сесія, яка скликається один раз на рік. Виконавчим та керівним органом у міжсесійний період є виконавчий комітет. Президент Олімпійської Академії України обирається на чотирирічний термін на засіданні виконкому та делегується до складу виконкому Національного олімпійського комітету України.

## Президенти
- 1991–1995 рр. – Вадим Запорожанов, доктор педагогічних наук, професор.
- 1995–1999 рр. – Анатолій Єфімов, кандидат педагогічних наук, професор.
- З 1999 р. і донині – Марія Булатова, доктор педагогічних наук, професор.